# Новодербеновский
Новодербеновский — хутор в Суровикинском районе Волгоградской области России. Входит в состав Сысоевского сельского поселения.

## География
Расположен вблизи границы области в 12 км к юго-западу от города Суровикино. У северной окраины хутора проходит автодорога Р-260.

## История
Некто Дербенцев Фирс имел мельницу в хуторе Малахов на реке Куртлак (приток Чира) вблизи со станицей Чернышевской. Имея двенадцать сыновей, пятерых он поселяет в урочище при хуторе Дербенцов (так назывался хутор Старо-Дербеновский в начале XIX века), где на тот момент уже проживали другие жители. Позднее на этом месте образовалось два поселения: хутора Старо-Дербеновский и Ново-Дербеновский. Инициаторами отделения хутора Новодербеновский были братья Дербенцевы, входившие в хуторское атаманское правление.

## Население
| 2010 |
| ---- |
| 373  |

Население хутора в 2002 году составляло 370 человек.

## Инфраструктура
На хуторе имеется Новодербеновская основная общеобразовательная школа.